# Phycosoma mustelinum
Phycosoma mustelinum är en spindelart som först beskrevs av Simon 1889.  Phycosoma mustelinum ingår i släktet Phycosoma och familjen klotspindlar. Inga underarter finns listade i Catalogue of Life.